# Elizabeth McIntyre
Elizabeth McIntyre, född den 5 april 1965 i Hanover, USA, är en amerikansk freestyleåkare.
McIntyre tog OS-silver i damernas puckelpist i samband med de olympiska freestyletävlingarna 1994 i Lillehammer.